# Shyla Stylez
Amanda Friedman (Armstrong, 23 de septiembre de 1982-Ibídem, 9 de noviembre de 2017), conocida artísticamente como Shyla Stylez, fue una actriz pornográfica canadiense.

## Primeros años
Shyla nació y creció en un pequeño pueblo llamado Armstrong, en la provincia de Columbia Británica en Canadá. Desde los 17 años supo que quería ser actriz porno. Tras terminar el instituto, a los 18 años, se mudó a Vancouver, Canadá, y comenzó a trabajar como estríper y modelo para pequeños sitios porno de internet.
En su tiempo libre, se pondría en contacto vía correo electrónico y por teléfono con diversos estudios para averiguar cómo actuar en películas. Fue así como conoció al director y actor porno canadiense Erik Everhard, quien la introdujo en la industria y junto a él rodó su primera escena como Shyla Stylez.

## Carrera como actriz pornográfica

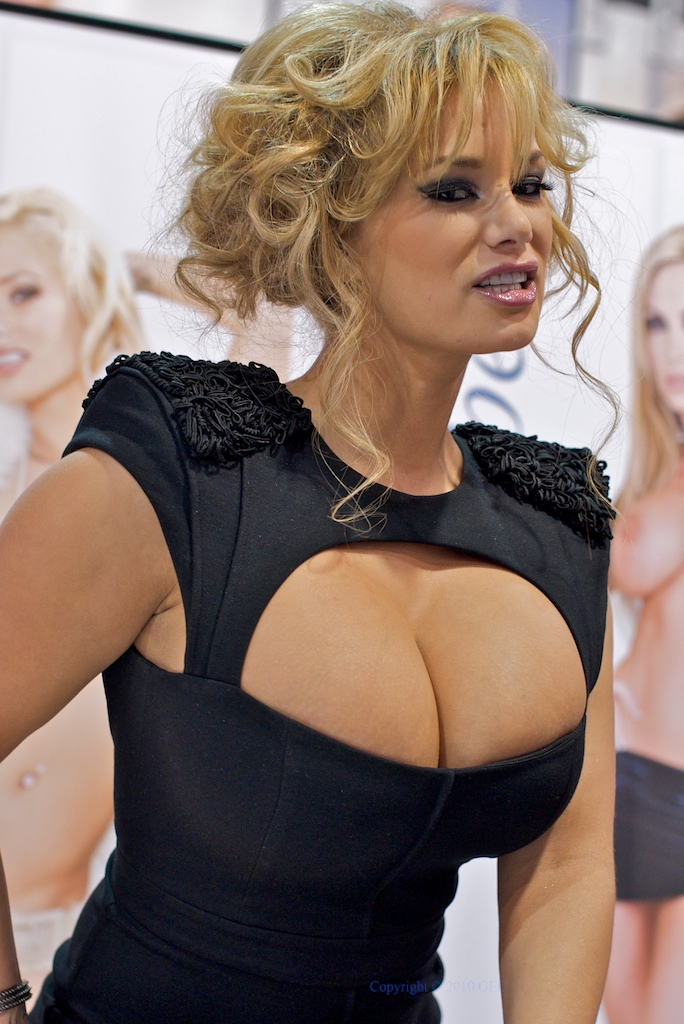
Stylez en el AVN Adult Entertainment Expo (AEE) 2010 de Las Vegas.

Comenzó a trabajar para el estudio gonzo 'Anabolic' rodando escenas de sexo duro y practicando habitualmente escenas de sexo anal, penetración doble y deglución de semen. En un principio trabajaba con el nombre Shyla y después le añadió su apellido, convirtiendo su nombre en Shyla Stylez.
En enero de 2002, se sometió a una operación de aumento de senos. Sin embargo, la actriz no quedó satisfecha con la primera operación y volvió a pasar por el quirófano en agosto de 2002.
Tiempo después un amigo de Shyla le presentó a la actriz porno Jill Kelly, que le ofreció trabajar para su productora, Jill Kelly Productions. Rodó varias escenas para la productora y ahí conoció a Bob Friedland, presidente de la misma, con el que entabló una relación sentimental y posteriormente se casó el 23 de octubre de 2002 en Los Ángeles.
Shyla firmó un contrato de exclusividad con Jill Kelly Productions, productora con la que trabajó hasta 2003, cuando Shyla se divorció de Bob Friedland. En ese momento la actriz se vio forzada a retirarse ya que prefirió no filmar para la productora de su exmarido y, debido a que su contrato seguía vigente, tampoco podía trabajar en otras compañías.
Stylez estuvo involucrada en un escándalo con el primer asistente del comisario del condado de Orange, California, George Jaramillo, con quien tuvo varios encuentros sexuales.
A principios de 2006, regresó al cine porno tras haberse sometido a una nueva operación de aumento de pecho, alcanzando la talla 110.
Shyla fue presentadora de Un-Wired TV, un programa de televisión independiente de Los Ángeles en 2007.
En 2010, Shyla estuvo en el top 12 de las actrices porno según la revista Maxim de Reino Unido.
En 2012, participó en dos películas, Booty Bombs y I am Natasha Nice, junto a otras estrellas del cine pornográfico (Asa Akira, Lisa Ann, Jayden Jaymes, Mia Nichole, Alexis Texas).

## Muerte
La actriz de 35 años dormía en casa de su madre en Canadá, cuando repentinamente dejó de respirar. Las autoridades reportaron en el momento que no sabían cuál era la causa de su fallecimiento. Shyla ya estaba retirada de la industria pornográfica, y no se hicieron públicas las causas de su muerte.

## Premios y nominaciones
| Premiación     | Año  | Resultado | Premio                                   | Película                                                                      |
| -------------- | ---- | --------- | ---------------------------------------- | ----------------------------------------------------------------------------- |
| AVN Award      | 2003 | Nominada  | Mejor Estrella Joven Nueva.              | Mejor Estrella Joven Nueva.                                                   |
| AVN Award      | 2007 | Nominada  | Mejor Escena de Sexo entre Mujeres.      | Girlvana 2, Zero Tolerance Entertainment, con Sammie Rhodes y Jenaveve Jolie. |
| AVN Award      | 2008 | Nominada  | Mejor Actriz Secundaria                  | Coming Home, Wicked Pictures.                                                 |
| AVN Award      | 2008 | Nominada  | Mejor DVD Interactivo.                   | My Plaything: Shyla Stylez, Digital Sin.                                      |
| AVN Award      | 2009 | Nominada  | Mejor Actuación Divertida.               | Curvy Girls.                                                                  |
| AVN Award      | 2009 | Nominada  | Mejor Escena de Sexo en Primera Persona. | Full Streams Ahead.                                                           |
| AVN Award      | 2009 | Nominada  | Mejor Escena de Sexo en Grupo.           | Pirates II.                                                                   |
| AVN Award      | 2010 | Nominada  | Mejor Escena de Sexo en Primera Persona. | Jack's POV 12.                                                                |
| XRCO Award     | 2007 | Nominada  | Mejor Cumback.                           |                                                                               |
| Urban X Awards | 2011 | Ganadora  | Salón de la Fama.                        | Salón de la Fama.                                                             |